# Tornada (Caldas da Rainha)
 (août 2019).
Tornada est une freguesia portugaise du district de Leiria située dans la sous-région de l’Ouest. Avec une superficie de 19,82 km2 et une population de 3 150 habitants (2001), la paroisse possède une densité de 158,9 hab/km2.